# Ecliptopera leuca
Ecliptopera leuca là một loài bướm đêm trong họ Geometridae.